# Михайлов, Ярослав Юрьевич
Яросла́в Ю́рьевич Миха́йлов (род. 28 апреля 2003, Пыталово, Псковская область) — российский футболист, полузащитник петербургского «Зенита».

## Биография
Воспитанник Академии ФК «Зенит». 13 июля 2021 года перешёл на правах аренды в немецкий клуб «Шальке 04» после того, как в течение трёх недель принимал участие в тренировках «Шальке» в качестве приглашённого игрока. Дебютировал за команду во Второй Бундеслиге 1 августа 2021 года, выйдя на замену на 65-й минуте в выездной матче против «Хольштайн Киль» (3:0). По итогам сезона клуб выиграл чемпионат и получил повышение в Бундеслигу.
Летом 2022 года вернулся в «Зенит» и впервые выступил за основной состав питерцев в предсезонном матче против команды «Пари Нижний Новгород». 30 июля 2022 года в домашнем матче 3-го тура чемпионата России против «Локомотива» (5:0) дебютировал в Премьер-лиге, выйдя на замену.
9 сентября 2022 года Михайлов перешёл в аренду в «Пари НН» с правом выкупа.
19 марта 2023 года не имел права участвовать в матче «Пари НН» – «Торпедо» (1:1) — в результате чего «Пари НН» было засчитано поражение со счётом 0:3.
Летом 2023 года «Пари НН» выкупил контракт Михайлова у «Зенита», подписав с хавбеком 4-летний контракт.
14 сентября 2023 года перешёл в «Оренбург» на правах аренды до конца сезона 2023/2024 21 сентября дебютировал в кубке России в матче против Воронежского «Факела»,заменив Джастина Куэро на 57-й минуте. 16 июня 2024 года аренда в «Оренбург» была продлена на сезон 2024/25.

## Достижения
«Шальке 04»
- Победитель Второй Бундеслиги: 2021/22

## Статистика
| Выступление          | Выступление      | Выступление      | Лига | Лига | Кубки | Кубки | Прочие | Прочие | Итого | Итого |
| Клуб                 | Лига             | Сезон            | Игры | Голы | Игры  | Голы  | Игры   | Голы   | Игры  | Голы  |
| -------------------- | ---------------- | ---------------- | ---- | ---- | ----- | ----- | ------ | ------ | ----- | ----- |
| → Шальке 04          | Бундеслига II    | 2021/22          | 8    | 0    | 2     | 1     | —      | —      | 10    | 1     |
| → Шальке 04          | Итого            | Итого            | 8    | 0    | 2     | 1     | —      | —      | 10    | 1     |
| → Зенит-2            | Вторая лига      | 2022/23          | 9    | 1    | —     | —     | —      | —      | 9     | 1     |
| → Зенит-2            | Итого            | Итого            | 9    | 1    | —     | —     | —      | —      | 9     | 1     |
| Зенит (СПб)          | Премьер-лига     | 2022/23          | 1    | 0    | 0     | 0     | —      | —      | 1     | 0     |
| Зенит (СПб)          | Итого            | Итого            | 1    | 0    | 0     | 0     | —      | —      | 1     | 0     |
| Пари Нижний Новгород | Премьер-лига     | → 2022/23        | 21   | 1    | 6     | 0     | 2      | 0      | 29    | 1     |
| Пари Нижний Новгород | Премьер-лига     | 2023/24          | 6    | 0    | 3     | 0     | —      | —      | 9     | 0     |
| Пари Нижний Новгород | Итого            | Итого            | 27   | 1    | 9     | 0     | 2      | 0      | 38    | 1     |
| → Оренбург           | Премьер-лига     | 2023/24          | 17   | 0    | 6     | 0     | —      | —      | 23    | 0     |
| → Оренбург           | Премьер-лига     | 2024/25          | 24   | 0    | 4     | 1     | —      | —      | 28    | 1     |
| → Оренбург           | Итого            | Итого            | 41   | 0    | 10    | 1     | —      | —      | 51    | 1     |
| Зенит (СПб)          | Премьер-лига     | 2025/26          | 0    | 0    | 0     | 0     | —      | —      | 0     | 0     |
| Зенит (СПб)          | Итого            | Итого            | 0    | 0    | 0     | 0     | —      | —      | 0     | 0     |
| Всего за карьеру     | Всего за карьеру | Всего за карьеру | 86   | 2    | 21    | 2     | 2      | 0      | 109   | 4     |